# 循環列車
循環列車（じゅんかんれっしゃ）とは、始発駅を出発した後いくつかの線区を経由し、一周して再び元の駅に戻るか若干通り越したところを終着駅とする列車。なお、山手線や大阪環状線のように運転系統そのものが循環運転を基本的な形態としている場合の列車は、循環列車の範疇としては考慮しないのが普通である。
日本では国鉄時代の全盛期に、気動車が非電化路線も走行できる特性をフルに発揮して設定されていた。運行する方向により、列車名を変えていたことが多かった。
特急列車については運行目的が異なるため、設定された例はない。急行列車・準急列車・普通列車のいずれにも存在したが、国鉄分割民営化後はほとんど運行されていない。
問題点として、このような列車を頻繁に運行すると、経路によっては車両の向きが容易に反転することがあげられる。

## 循環準急・急行の例

### 内回りと外回りで列車愛称が異なる例
- 「そとやま」・「五葉」
  - 盛岡駅 － 山田線 － 釜石駅 － 釜石線 － 花巻駅 － 東北本線 － 盛岡駅（盛岡駅で一周、「五葉」は逆回り）

- 「のべやま」・「すわ」
  - 長野駅 － 信越本線 － 小諸駅 － 小海線 － 小淵沢駅 － 中央本線 － 塩尻駅 － 篠ノ井線 － 篠ノ井駅 － 信越本線 － 長野駅　（篠ノ井駅で一周、「すわ」は逆回り）

- 「しろがね」・「こがね」
  - 名古屋駅 － 東海道本線 － 岐阜駅 － 高山本線 － 富山駅 － 北陸本線 － 米原駅 － 東海道本線 － 名古屋駅　（岐阜駅で一周、「こがね」は逆回り）

- 「なぎさ」・「みさき」
  - 中央本線新宿駅・総武本線両国駅 － 総武本線・外房線 － 蘇我駅 － 内房線 － 安房鴨川駅 － 外房線 － 蘇我駅 － 総武本線両国駅・または中央本線新宿駅　（蘇我駅で一周、「みさき」は逆周り、館山駅 － 勝浦駅間各駅停車）

### 区間によって列車愛称が異なる例
- 「内房」・「外房」
- 「うち房」・「そと房」
- 「うちうみ」・「そとうみ」
  - 運転区間は「なぎさ」・「みさき」と同一で、総武本線 － 内房線区間は「内房」・「うち房」・「うちうみ」、総武本線 － 外房線区間は「外房」・「そと房」・「そとうみ」として運行されていた。1972年（昭和47年）に設定されたL特急の「さざなみ」（内房線系統）と「わかしお」（外房線系統）でも列車の愛称が分けられているが、この2つは循環列車ではない。

### 内回りと外回りで列車愛称が同一の例
※駅名は、主な駅と複数路線の分岐点を示すもので、停車駅ではないものも含む。
- 「旭川」
  - 旭川駅 － 宗谷本線 － 名寄駅 － 名寄本線 － 遠軽駅 － 石北本線 － 新旭川駅 － 宗谷本線 － 旭川駅　（新旭川駅で一周）

- 「いぶり」
  - 札幌駅 － 函館本線 － 倶知安駅 － 胆振線 － 伊達紋別駅 － 室蘭本線 － 沼ノ端駅 － 千歳線 － 白石駅（1973年9月の千歳線新線切り替えまでは苗穂駅） － 函館本線 － 札幌駅

- 「房総」
  - 運転区間は「なぎさ」・「みさき」と同一、但し先に房総西線（現、内房線）を走ってから房総東線（現、外房線）に入るものには「房総（内房）」、その逆のものには「房総（外房）」と、列車名の後に括弧書きが入っていた

- 「ゆのか」
  - 博多駅 － 鹿児島本線 － 小倉駅 － 日豊本線 － 大分駅 － 久大本線 － 久留米駅 － 鹿児島本線 － 博多駅　（時期によっては小倉先回りのみ存在）

- 「ひまわり」
  - 別府駅 － 日豊本線 － 大分駅 － 豊肥本線 － 熊本駅 － 鹿児島本線 － 小倉駅 － 日豊本線 － 大分駅　（別府駅＜逆周りは大分駅＞で一周）

- 「アルペン」
  - 大阪駅 － 東海道本線 － 米原駅 － 北陸本線 － 直江津駅 － 信越本線 － 篠ノ井駅 － 篠ノ井線 － 塩尻駅 － 中央本線 － 名古屋駅 － 東海道本線 － 大阪駅（米原駅で一周）
    - 季節運転の臨時列車。

## 中華人民共和国での事例
中華人民共和国の高速鉄道では、下記の経路で循環列車が運行されている。
- ハルビン駅↔ハルビン西駅：哈佳線・牡佳旅客専用線・哈牡旅客専用線 経由[2]
- 青島北駅↔青島北駅：青塩線・日蘭高速鉄道・京滬高速鉄道・膠済旅客専用線 経由[3]
- 済南駅↔済南駅：膠済旅客専用線・青塩線・日蘭高速鉄道・京滬高速鉄道 経由[4]
- 臨沂北駅→臨沂北駅 (時計回りのみ)：日蘭高速鉄道・京滬高速鉄道・膠済旅客専用線・青塩線 経由[5]
- 上海駅↔上海南駅：滬寧都市間鉄道・合寧線・商杭旅客専用線・寧安都市間鉄道・池黄高速鉄道・杭昌高速鉄道・滬昆旅客専用線 経由[6]
- 上海駅↔上海南駅：滬寧都市間鉄道・寧安都市間鉄道・商杭旅客専用線・滬蘇湖高速鉄道 経由[7]
- 海口東駅↔海口東駅：海南環島高速鉄道[8]
- 三亜駅↔三亜駅：海南環島高速鉄道[9]